# 一尾直樹
一尾 直樹（いちお なおき、1965年 - ）は、日本の映画監督。三重県出身、名古屋市在住。

## 経歴
三重県鈴鹿市出身。三重県立津高等学校卒業。名古屋大学文学部哲学科（美学美術史）卒業。
名古屋大学の映画研究会で自主製作映画（当時は8mmフィルム）に出会った。
大学卒業後、NHK名古屋局のラジオドラマ脚本募集に応募し、3年連続で入賞した。ラジオドラマ作家としてスタートを切った。
1996年、作・演出を手がけた舞台「デス・オブ・ア・ポリティカル・ボーイ」が演劇祭でグランプリを受賞した。審査委員長の筒井康隆が激賞したとされる。
2000年、脚本・監督を兼ねた劇場公開映画「溺れる人」を製作した。各国の国際映画祭に招待されるなど、注目を受けた。
2009年、6年越しの企画であった映画「心中天使」を完成させた。
2010年、2月から「心中天使」が劇場公開される。
また、愛知淑徳大学文化創造学部や専門学校名古屋ビジュアルアーツなどに出講し、映画論を講じている。

## 監督作品
- 「怒りを買う」（1992） 製作・監督・撮影・編集　出演／宝満雄大、他
- 「夏の研究」（1993） 製作・監督・脚本・撮影・編集　出演／宝満雄大、他
- 「溺れる人」（2000） 製作・監督・脚本・編集　出演／片岡礼子、塚本晋也、火田詮子、海上宏美、上馬場健弘]
- 「NICHE IN PROGRESS」（2003）  監督・撮影・編集　（ダンスワークショップを追ったドキュメンタリー）
- 「心中天使」（2009） 監督・脚本・編集　出演／尾野真千子、郭智博、菊里ひかり、國村隼、萬田久子、麻生祐未、風間トオル、今井清隆、遠野あすか、内山理名、他
- 「極楽のおじさん」（2012） 製作・監督・撮影・編集　出演／牧野鏡子、渡辺真輔、北村想
- 「寝言」短編（2015） 製作・監督・撮影・編集　出演／森一生、入江庸仁、松本高士
- 「私のいない世界」短編（2015） 製作・監督・撮影・編集　出演／黒川鮎美、湯舟すぴか、小松杏、十川治美
- 「HB」短編（2015） 製作・監督・撮影・編集　出演／星野莉々翔、福島清佳
- 「あこがれ」短編（2015） 製作・監督・撮影・編集　出演／佐々木桃華、宮丸くるみ、香月杏珠、進、長谷川千晶
- 「エチュード」短編（2016） 製作・監督・撮影・編集　出演／宮城大樹、星野莉々翔
- 「DATELESS DATE」短編（2017） 製作・監督・撮影・編集　出演／辻岡花那子、土屋慈人
- 「鏡」短編（2017） 製作・監督・撮影・編集　出演／木村仁、長谷川千晶